# Жахнівська сільська рада
| Жахнівська сільська рада — колишній орган місцевого самоврядування у Тиврівському районі Вінницької області з адміністративним центром у с. Жахнівка. Сільській раді були підпорядковані населені пункти: - с. Жахнівка - с. Івонівці - с. Онитківці |

## Склад ради
Рада складалася з 14 депутатів та голови.

## Керівний склад сільської ради
| ПІБ                    | Основні відомості                                                                      | Дата обрання | Дата звільнення |
| ---------------------- | -------------------------------------------------------------------------------------- | ------------ | --------------- |
| Мачай Леонід Семенович | Сільський голова, 1955 року народження, освіта, член Комуністичної партії України      | 26.03.2006   | 31.10.2010      |
| Мачай Леонід Семенович | Сільський голова, 1955 року народження, освіта вища, член Комуністичної партії України | 31.10.2010   |                 |

Примітка: таблиця складена за даними джерела